# Grand Bend
Grand Bend ist ein unselbständiger Teil der Gemeinde Lambton Shores in Ontario, Kanada. Die Siedlung liegt im Lambton County, am Huronsee und ist ein Touristenziel für Kanadier, überwiegend aus London (Ontario) und Süd-West Ontario. Grand Bend hat einen ungefähr 300 Meter langen Sandstrand. Die Ortschaft mit rund 2.500 Einwohnern beherbergt in den Sommermonaten bis zu 50.000 Gäste. Der Ort ist für den in der Nähe gelegenen Pinery Provincial Park mit seinen Stränden bekannt.
1996 wurde im Provincial Park die Leiche des mutmaßlichen US-amerikanischen Serienmörders Herbert Baumeister aufgefunden.